# 矢澤克之
矢澤 克之（やざわ かつゆき）は朝日放送のテレビプロデューサー。

## 来歴・人物
1988年に朝日放送入社。
1989年に『探偵!ナイトスクープ』の取材ディレクターとして、1991年まで番組制作に携わる。『ラインバックの墓探し』でアメリカ取材、ギャラクシー賞にノミネートされる。清水圭のデビュー作、桂小枝とともに琵琶湖の幽霊ホテルに泊まるなど様々な作品を制作。一時、番組を離れるが、その後1998年に『探偵!ナイトスクープ』のチーフディレクターとして復帰し、「CMに写る妙なもの」「カルタ名人との対決」や「炎のカレー対決」など名作を連発。2000年4月にプロデューサー兼、総合演出となり、上岡龍太郎の芸能界引退特番を制作。上岡が引退後は西田敏行を司会に抜擢。当時、大河ドラマの主役でもあった西田をバラエティ番組のMCに起用するのは不可能と思われたが、情熱的に事務所に日参して西田の了承を取り付ける。この時、西田の了承がなければ探偵！ナイトスクープは終了していたと言われている。2001年の民間放送全国大会で、日本民間放送連盟賞（テレビエンターテインメント番組部門）最優秀賞を受賞。
探偵！ナイトスクープを離れた直後の2005年に『ビーバップ!ハイヒール』を立ち上げ、同番組を早々に高視聴率をマークする人気番組にまで育て上げる。同番組には、無名時代のブラックマヨネーズ、チュートリアル、たむらけんじを起用。その演出により彼らの才能を開花させ、ブラックマヨネーズが2005年の、チュートリアルが2006年の「M-1グランプリ」チャンピオンとなる礎を築いた。バラエティ番組を演出するなか、朝日放送ローカル制作のドラマも演出担当し、その一方で全国ネット番組『上沼恵美子のおしゃべりクッキング』のプロデューサーなども務めた。
2008年、今田耕司MCの『今ちゃんの「実は…」』を立ち上げ、いち早く関西の高視聴率番組に育て上げる。この番組からは、サバンナや小籔千豊などが全国区の芸人として巣立った（2010年12月からは、奈良井正巳にプロデューサーを任せ、番組を外れる）。
年末に今田耕司を司会に多くの吉本芸人を出演させる『八方・今田の楽屋ニュース』は引き続きチーフ・プロデューサーとして指揮をとっている。
2010年11月頃からは、岩城正良(現：制作局・テレビ制作部長)、尾島憲(現：編成局編成戦略課長兼制作局プロデューサー)の後を引継ぎ、『ハミ出す才能教育バラエティ!! 小籔★スターリオン』の朝日放送側のチーフプロデューサーを担当。『今ちゃんの「実は…」』からの小籔との関係より後任を託された。
その才能発掘能力や演出能力の高さから関西ＴＶ界のスティーヴン・スピルヴァーグと言われている。